# Miller House (Palm Springs)
Miller House de l’architecte Eero Saarinen
Pour les articles homonymes, voir Miller et House.
Miller House est une maison de style architecture californienne moderne, construite en 1937 par l'architecte autrichien-californien Richard Neutra (1892-1970) à Palm Springs (à 200 km à l'est de Los Angeles) en Californie aux États-Unis.

## Historique
À la suite du décès de son époux en 1935, Grace Lewis Miller se fait construire cette maison de 108 m2 en 1936, à titre de domicile personnel et pour son cabinet de thérapie Mensendieck, à proximité de l'aéroport international de Palm Springs, à 200 km à l'est de Los Angeles, dans le désert californien réputé pour son climat sec (avec des températures estivales de 40 °C) transformé en vaste oasis luxuriant grâce à d'importantes sources d'eau naturelles locales, haut lieu de villégiature des stars d'Hollywood de l'époque des années 1950, avec entre autres Cary Grant, Elvis Presley, Steve McQueen, Elizabeth Taylor, Katharine Hepburn, Zsa Zsa Gábor, Kirk Douglas, Frank Sinatra (Frank Sinatra House), Dean Martin, Tony Curtis, Marilyn Monroe...
Richard Neutra est un des architectes autrichiens d'architecture moderne les plus importants et célèbres de son temps, surnommé « l’architecte du rêve californien ». Âgé de 45 ans en 1937, il a été élève entre autres de l'architecte de légende Frank Lloyd Wright (maison sur la cascade...), s'est installé en Californie en 1923, a publié « Comment l'Amérique construit-elle ? » de 1927, et construit entre autres quelques résidences privées icônes de référence de l'architecture californienne moderne (Lovell Beach House (en) de 1926, Lovell House de 1929, sa maison personnelle Neutra VDL Studio and Residences de 1932, les Case Study Houses (maisons d'études de cas) no 6, 13, 20, 21...). Caractérisées par son concept d'« architecture bioréaliste » intégrée harmonieusement dans la nature, ses créations architecturales sont alors très médiatisées par les photos du célèbre photographe d'architecture Julius Shulman, publiées dans des magazines d'architecture dont Arts & Architecture de John Entenza, et célébrées au Museum of Modern Art de Manhattan à New York... 
Il crée cette résidence d'architecture californienne moderne de Palm Springs (suivie de Kaufmann Desert House de 1946...) avec un budget de seulement 7 500 dollars de l'époque, avec un grand volume aménageable par des meubles séparateurs d'espace, deux chambres et deux salles de bains, de grands miroirs pour créer l'illusion de plus d'espaces, des baies et verrière vitrées ouvertes sur les vastes paysages naturels d'oasis exotique extérieurs, et sur une piscine pour tempérer les effets de la chaleur et du soleil d'été... 
Grace Lewis Miller vend la maison à la fin des années 1940. La propriété est entièrement restaurée d'origine et transformée une maison d’hôte en 2000, selon des photos d'époque du photographe d'architecture Julius Shulman, et agrandie avec des extensions de plan de Richard Neutra et Grace Lewis Miller non réalisés à l'origine.